# 제10회 서울국제영화제
제10회 서울국제영화제는 2019년 9월 20일에 열린 시상식이다.

## 수상 및 후보

### 최우수 장편영화
- 더 위트니스 - 밋코 파노브 수상

### 최우수 다큐멘터리
- 타이페이러브 - 루시에 리우 수상

### 최우수 단편영화
- 오벤또 - 야노 카즈마 수상

### 최우수 단편 다큐멘터리
- 어크로스 더 안데스 - 헨릭 달브링 수상

### 최우수 각본상
- DESTINATION - Alexis P. Johnson 수상
- 1745 - Morayo Akande 수상

### 최우수 감독상
- 이프 온리 투나잇 위 쿠드 슬립 - 에두아르도 모레노 페르난데즈 수상

### 최우수 촬영상
- 더 파이브 미니츠 - Emre Okten 수상

### 최우수 연기상
- 레드 벨벳 - 아메드 아지즈 수상

### 최우수 한국영화
- 어게인 - 조창열 수상

### 관객상
- 토마틱 - 크리스토프 M. 사베르 수상

### 상영작
- 2 Grams and a Sunrise - Malusi S. Bengu
- 대디스 갓 무브스 - 실라디트야 보라
- 에이브스 스토리 - 아담 H 스튜어트
- Accents - 로버티노 잠브라노
- 산 - 저스트 필리포트
- 어크로스 더 안데스 - 헨릭 달브링
- 어게인 - 조창열
- 디 엠버 라이트 - 아담 파크
- 안젤라 - 아가메논 퀸테로
- Ave Maria - Yasser El Ansari
- 배런 앤 엠티 더 씨 - 헤수스 세르나 외 1명
- 벨빌 - 정원희
- Bench - Keith McEvoy
- 비욘드 더 볼렉스 - 알리사 볼세이
- 캘리포니아 - 누노 발타자르
- Capitane France - Thomas Robineau 외 1명
- 더 크리피 라인 - M.A. 테일러
- Crossfire - Mert Berdilek
- The Crypt - Vahid Zarrabinasab
- 두 마 - 미카엘 바로카
- See You Soon - Shahbaz Khan
- The Egg - Andrej Dojkic
- Eugene Vs Humanity - Michael David Charles Hicks
- Eyes Wide Open - Will Forrester
- 가족 - 닐 조지
- 파예트남 - 제럴드 딩
- 불:안 - 류한솔
- Featherweight - Kayleigh Gibbons
- 더 파이브 미니츠 - 셰인 장
- Good Education - Yu Gu
- Greg - Michael Odendaal
- Gulf - Walter Mzengi
- 해피 클리너스 - 줄리안 김 외 1명
- 더 굿 셰퍼트 - 에바르 안벨트
- 희망 - 닐 조지
- Hundred Rupees - TR Gaudel
- Hye-Ji, Before After - Olivier Montiege
- The Idea Of North - Albert Choi
- Inner Space - Jamie Lam
- 더 운드 - 존 트렌고브
- Isikhalo - Sisanda Dyantyi 외 1명
- Jason Walks A Mile - Michael Arnold
- Jeronimo - 조셉 준
- Journeys Beyond the Cosmodrome - Jeanne C. Finley
- Karup - Deepesh T
- Korea Pride - Jaime Wilken
- La Hague - Mathieu Naert
- La Mer - 이창원
- Let the Dead Drown the Dead - 폴-안토니 밀레
- Language makes me an uncertain person - Darae Baek
- 매그니피센트 라이어스 - 브루노 메르시에
- 라이프스 어 드래그 - 케이트 드 핫맨
- Little Bird - Nieves Perchin Garcia
- A Little Piece of Earth - Ryan Malloy
- 롤로 - 엑사비에 올리노
- 바보들의 행진 - 하길종
- 마리나 - 율리아 뢰슬러
- 밀 - 앱히루프 바수
- Mongolian Boyhood - Runqing Bai
- 무스 - 존 헬버그
- Mu - Taichi Kimura
- 더 프라퍼테스 - 실비 웨버
- 너레이스 - 조르다니 오딘
- 콜 미 씨프 - 데렌 조슈아
- 오벤또 - 야노 카즈마
- 원 오브 도즈 머더 - 제리 하디프로조
- 동心 - 포레스트 이안 엣슬러 외 1명
- The Nature - Sreevallabhan.B
- 패닉 어택! - 아일린 오 메라
- Pas devant les domestiques - Mart Sander
- 열정 - 닐 조지
- 더 피플 아 더 브랜드 - 애드리언 페레즈
- The Perfect Gangster - Andy Deliana
- Pray - Naoto Mitake
- 보더 크로싱 - 아그네츠카 츠무라
- 퍼펫 킬러 - 리사 오비에스
- 레드 벨벳 - 아지즈 트와이지리
- 혁명 - 롭 스튜어트
- The Ribbon - Polla-Ilariya Kozino
- Sarajevo: State in Time - Benjamin Jung 외 1명
- Scale - Erin Jung
- 수학여행 - 유현목
- 샤크워터 - 롭 스튜어트
- 샤크워터 익스팅션 - 롭 스튜어트
- 이프 온리 투나잇 위 쿠드 슬립 - 에두아르도 모레노 페르난데즈
- 사일런트 이즈 더 하우스 - 콜 에드워드 힐
- 핑거링 - 리타 알토
- 위 아 땡크풀 - 조슈아 마골
- Spremuta Di Most(r)o - Daniel Mercatali
- Stranger - Dmitriy Tomashpolsky
- 찔리는 이야기 - 김매일
- A treatise of the human animal no. 38: HEARTACHE - Jacob Moller
- 선 플라워 - 장 루오핑
- 선샤인 문 - 카를로 아벤티
- A symphony of Sparks - Gabriel Fortin
- 타이페이러브 - 루시에 리우
- Terra - Daniel Fickle
- Theory of Evolution - Ting Hang Yip
- Tidal - Trygve Heide
- 토마틱 - 크리스토프 M. 사베르
- 트래블링 시네마 - 일리야 코스토브
- 워치 앤 가이드 - 미치 브래드포드
- 왓 두 유 노우 어바웃 더 워터 앤 더 문 - 지안 루오
- 홀 - 빌랄 카와조에
- 더 위트니스 - 밋코 파노브
- Wonderlus - Johan Cronje
- The World of Thinking - Misha Wessel 외 1명
- The Wounded Souls of the Rann - Dinesh Lakhanpal
- 요리 - 신해섭
- The Silence Of Professor Tosla - Jay Bolotin
- 엘리펀트버드 - 아미르 마수드 소헤일리
- Nature Green Life - Kantapon Duangdee
- 고추 - 제이 박
- 그 시절 - Zhu Zhe
- Cloudy Days - Yung Hsiang Chuang
- 마지막 방문 - 김소린
- Dying In The Dream - Shanshan Liu
- I Don't Want to Sleep Alone - Ruijing Chen
- 더 마더 - 조 첸
- The Last Ride - John Jiang
- Seven Days Cage - Zhou Jun